# Comuna Perehonivka, Holovanivsk
Perehonivka (în ucraineană Перегонівка) este o comună în raionul Holovanivsk, regiunea Kirovohrad, Ucraina, formată din satele Davîdivka, Perehonivka (reședința) și Polonîste.

## Demografie
Componența lingvistică a comunei Perehonivka
     Ucraineană (97,73%)
     Rusă (1,97%)
     Alte limbi (0,13%)
Conform recensământului din 2001, majoritatea populației comunei Perehonivka era vorbitoare de ucraineană (97,73%), existând în minoritate și vorbitori de rusă (1,97%).